# George Drouillard
Pour les articles homonymes, voir Drouillard.
George Drouillard (vers 1775 - 1810) était un membre de l'expédition Lewis et Clark.

## Biographie
Originaire de la Nouvelle-France et fils de Pierre Drouillard et d'une amérindiennne Shawnee (chaouanon comme on disait à l'époque) nommée  Asoundechris (Tête Plate), George Drouillard a grandi dans la région de la rivière Détroit. Chasseur, trappeur, cartographe, il maîtrise plusieurs langues amérindiennes, aussi bien que l'anglais et le français. Il a été engagé en 1804 par le capitaine Lewis pour l'expédition dans le territoire de la Louisiane récemment acquis à la France.
Lewis, qui l'appelait « Drewyer », le présentait comme le meilleur chasseur de son équipe. Pendant le séjour de l'expédition à Fort Clampet, Drouillard chassait des cerfs pour nourrir les membres de l'expédition. Il rapportait fréquemment six cerfs dans la journée et un certain jour, il en a tué onze (Stephen Ambrose "Undaunted Courage" page 327). La chasse était le moyen le plus courant pour le groupe de se procurer de la nourriture au fort, car ils ne pouvaient ni cultiver ni commercer avec les Indiens.
Il a été l'un des seuls membres non militaires à participer à toute l'expédition de camp Dubois à l'Océan Pacifique et retour.
George Drouillard a été tué par des amérindiens Atsina («Gros-ventres»), de la confédération des Pieds-Noirs, en 1810 alors qu'il trappait. Le « Mount Drouillard » (autrefois Mount Drewyer) dans le Comté de Teton (Montana) porte son nom.